# Europese kampioenschappen kunstschaatsen 1997
De Europese Kampioenschappen kunstschaatsen zijn wedstrijden die samen een jaarlijks terugkerend evenement vormen, georganiseerd door de Internationale Schaatsunie (ISU).
De kampioenschappen van 1997 vonden plaats van 19 tot en met 26 januari in Parijs. Het was de derde keer, na 1932 en 1956, dat de kampioenschappen hier plaatsvonden. Het was de zesde keer dat de EK kunstschaatsen in Frankrijk plaatsvonden, eerder werden de toernooien in Grenoble (1964), Straatsburg (1978) en Lyon (1982) gehouden.
Voor de mannen was het de 89e editie, voor de vrouwen en paren was het de 61e editie en voor de ijsdansers de 44e editie.

## Historie
De Duitse en Oostenrijkse schaatsbond, verenigd in de "Deutscher und Österreichischer Eislaufverband", organiseerden zowel het eerste EK Schaatsen voor mannen als het eerste EK Kunstschaatsen voor mannen in 1891 in Hamburg, in toen nog het Duitse Keizerrijk, nog voor het ISU in 1892 werd opgericht. De internationale schaatsbond nam in 1892 de organisatie van het EK kunstschaatsen over. In 1895 werd besloten voortaan het WK kunstschaatsen te organiseren en kwam het EK te vervallen. In 1898, na twee jaar onderbreking, vond toch weer een herstart plaats van het EK kunstschaatsen.
De vrouwen en paren zouden vanaf 1930 jaarlijks om de Europese titel strijden. De ijsdansers streden vanaf 1954 om de Europese titel in het kunstschaatsen.

## Deelname
Er namen uit een recordaantal van 34 landen deel aan deze kampioenschappen. Zij vulden het aantal van 117 startplaatsen in de vier disciplines in.
Voor België debuteerde Matthew Van den Broeck in het mannentoernooi, debuteerde Patricia Ferriot in het vrouwentoernooi en namen Lucine Chakmakjian / Corey Papaige als eerste Belgisch paar deel bij het ijsdansen. Voor Nederland debuteerde Selma Duyn in het vrouwentoernooi.
(Tussen haakjes het totaal aantal startplaatsen over de disciplines.)
| Rusland (12) Oekraïne (10) Frankrijk (9) Duitsland (7) Polen (6) Verenigd Koninkrijk (5) Armenië (4) | Azerbeidzjan (4) Estland (4) Finland (4) Hongarije (4) Italië (4) Slowakije (4) Tsjechië (4) | België (3) Bulgarije (3) Oostenrijk (3) Roemenië (3) Wit-Rusland (3) Griekenland (2) Israël (2) | Letland (2) Slovenië (2) Spanje (2) Zwitserland (2) Denemarken (1) Georgië (1) Kroatië (1) | Litouwen (1) Luxemburg (1) Nederland (1) Noorwegen (1) Turkije (1) Zweden (1) |

## Medaille verdeling
Bij de mannen werd Alexei Urmanov de 39e Europees kampioen en de tweede kampioen uit Rusland na het uiteenvallen van de Sovjet-Unie, in 1995 was Ilia Kulik de eerste. Het was zijn vierde medaille, in 1992 en 1994 werd hij derde en in 1995 tweede. De Fransman Philippe Candeloro op plaats twee behaalde zijn tweede medaille, in 1993 werd hij ook tweede. De Europees kampioen van 1996, de Oekraïner Viacheslav Zagorodniuk op plaats drie behaalde zijn zesde medaille, in 1990, 1991 en 1995 werd hij derde en in 1994 tweede.
Bij de vrouwen prolongeerde de Russin Irina Sloetskaja de Europese titel, het was haar tweede medaille. De beide vrouwen op de plaatsen twee en drie, respectievelijk Krisztina Czakó en Yulia Lavrenchuk, stonden voor de eerste keer op het erepodium bij het EK Kunstschaatsen. Krisztina Czakó was de tweede vrouw uit Hongarije die in het vrouwentoernooi het podium bereikte, Zsuzsa Almássy die in 1967 en 1970 derde werd was de eerste.
Bij de paren werd het Russische paar Marina Eltsova / Andrei Bushkov voor de tweede keer Europees kampioen, in 1993 behaalden ze de eerste titel. Het was hun tweede medaille. De Europees kampioenen van 1995 Mandy Wötzel / Ingo Steuer op de tweede plaats behaalden hun vierde medaille als paar, in 1993 en 1996 werden ze ook tweede. Mandy Wötzel veroverde in 1989 de zilveren medaille met haar toenmalige schaatspartner Axel Rauschenbach voor Oost-Duitsland. Het paar Yelena Berezhnaya / Anton Sikharulidze op de derde plaats behaalden hun eerste medaille.
Bij het ijsdansen prolongeerde het paar Oksana Grishuk / Jevgeni Platov de Europese titel, het was hun vijfde medaille, in 1992 werden ze derde en in 1993 en 1994 tweede. Voor Anjelika Krylova / Oleg Ovsyannikov op plaats twee was het hun derde medaille, in 1996 werden ze ook tweede en in 1995 derde. Voor Sophie Moniotte / Pascal Lavanchy op plaats drie was het hun tweede medaille, in 1995 werden ze tweede.
| Discipline | Goud                            | Zilver                              | Brons                                  |
| ---------- | ------------------------------- | ----------------------------------- | -------------------------------------- |
| Mannen     | Alexei Urmanov                  | Philippe Candeloro                  | Viacheslav Zagorodniuk                 |
| Vrouwen    | Irina Sloetskaja                | Krisztina Czakó                     | Yulia Lavrenchuk                       |
| Paren      | Marina Eltsova / Andrei Bushkov | Mandy Wötzel / Ingo Steuer          | Yelena Berezhnaya / Anton Sikharulidze |
| IJsdansen  | Oksana Grishuk / Jevgeni Platov | Anjelika Krylova / Oleg Ovsyannikov | Sophie Moniotte / Pascal Lavanchy      |

## Uitslagen
| #                      | naam (deelname)            | land                         | pc     |
| ---------------------- | -------------------------- | ---------------------------- | ------ |
| Goud                   | Alexei Urmanov (6)         | Vlag van Rusland             |        |
| Zilver                 | Philippe Candeloro (7)     | Vlag van Frankrijk           |        |
| Brons                  | Viacheslav Zagorodniuk (8) | Vlag van Oekraïne            |        |
| 4                      | Ilia Kulik (3)             | Vlag van Rusland             |        |
| 5                      | Aleksej Jagoedin (2)       | Vlag van Rusland             |        |
| 6                      | Andrejs Vlascenko (3)      | Vlag van Duitsland           |        |
| 7                      | Igor Pasjkevitsj (2)       | Vlag van Azerbeidzjan        |        |
| 8                      | Dmitri Dmitrenko (5)       | Vlag van Oekraïne            |        |
| 9                      | Ivan Dinev (6)             | Vlag van Bulgarije           |        |
| 10                     | Michael Tyllesen (5)       | Vlag van Denemarken          |        |
| 11                     | Steven Cousins (8)         | Vlag van Verenigd Koninkrijk |        |
| 12                     | Evgeny Pliuta (2)          | Vlag van Oekraïne            |        |
| 13                     | Markus Leminen (4)         | Vlag van Finland             |        |
| 14                     | Michael Shmerkin           | Vlag van Israël              |        |
| 15                     | Neil Wilson (2)            | Vlag van Verenigd Koninkrijk |        |
| 16                     | Cornel Gheorghe (8)        | Vlag van Roemenië            |        |
| 17                     | Patrick Meier (5)          | Vlag van Zwitserland         |        |
| 18                     | Gilberto Viadana (3)       | Vlag van Italië              |        |
| 19                     | Thierry Cerez (2)          | Vlag van Frankrijk           |        |
| 20                     | Vachtang Moervanidze (2)   | Vlag van Georgië             |        |
| 21                     | Patrick Schmit (4)         | Vlag van Luxemburg           |        |
| 22                     | Roman Martonenko (2)       | Vlag van Estland             |        |
| 23                     | Jordi Pedro Roya (2)       | Vlag van Spanje              |        |
| 24                     | Robert Kazimir (2)         | Vlag van Slowakije           |        |
| Vrije kür niet bereikt |                            |                              |        |
| 25                     | Marius Cristian Negrea (2) | Vlag van Roemenië            |        |
| 26                     | Robert Grzegorczyk (3)     | Vlag van Polen               |        |
| 27                     | Jan Cejvan (3)             | Vlag van Slovenië            |        |
| 28                     | Alexandre Mourashko (4)    | Vlag van Wit-Rusland         |        |
| -                      | Florian Tuma (5)           | Vlag van Oostenrijk          | t.z.t. |
| -                      | Szabolcs Vidrai (4)        | Vlag van Hongarije           | t.z.t. |
| Alleen kwalificatie    |                            |                              |        |
| 29                     | Karel Nekola               | Vlag van Tsjechië            |        |
| 30                     | Matthew Van den Broeck     | Vlag van België              |        |
| 31                     | Edgar Grigoryan            | Vlag van Armenië             |        |

| #                      | naam (deelname)            | land                         | pc |
| ---------------------- | -------------------------- | ---------------------------- | -- |
| Goud                   | Irina Sloetskaja (3)       | Vlag van Rusland             |    |
| Zilver                 | Krisztina Czakó (5)        | Vlag van Hongarije           |    |
| Brons                  | Yulia Lavrenchuk (3)       | Vlag van Oekraïne            |    |
| 4                      | Maria Boetyrskaja (5)      | Vlag van Rusland             |    |
| 5                      | Elena Liashenko (4)        | Vlag van Oekraïne            |    |
| 6                      | Vanessa Gusmeroli (2)      | Vlag van Frankrijk           |    |
| 7                      | Eva-Maria Fitze            | Vlag van Duitsland           |    |
| 8                      | Olga Markova (5)           | Vlag van Rusland             |    |
| 9                      | Surya Bonaly (9)           | Vlag van Frankrijk           |    |
| 10                     | Zuzanna Szwed (7)          | Vlag van Polen               |    |
| 11                     | Lenka Kulovana (6)         | Vlag van Tsjechië            |    |
| 12                     | Laetitia Hubert (7)        | Vlag van Frankrijk           |    |
| 13                     | Anna Rechnio (5)           | Vlag van Polen               |    |
| 14                     | Joelija Vorobjova (5)      | Vlag van Azerbeidzjan        |    |
| 15                     | Anina Fivian               | Vlag van Zwitserland         |    |
| 16                     | Julia Lautowa (2)          | Vlag van Oostenrijk          |    |
| 17                     | Veronika Dytrt             | Vlag van Duitsland           |    |
| 18                     | Alisa Drei                 | Vlag van Finland             |    |
| 19                     | Mojca Kopac (5)            | Vlag van Slovenië            |    |
| 20                     | Diana Poth (2)             | Vlag van Hongarije           |    |
| 21                     | Marta Andrade (4)          | Vlag van Spanje              |    |
| 22                     | Tony Bombardieri (2)       | Vlag van Italië              |    |
| 23                     | Anna Dimova                | Vlag van Bulgarije           |    |
| 24                     | Zuzanna Paurova (2)        | Vlag van Slowakije           |    |
| Vrije kür niet bereikt |                            |                              |    |
| 25                     | Klara Bramfeldt (2)        | Vlag van Zweden              |    |
| 26                     | Jekaterina Golovatenko (2) | Vlag van Estland             |    |
| 27                     | Jenna Arrowsmith (2)       | Vlag van Verenigd Koninkrijk |    |
| 28                     | Sanna-Maija Wiksten        | Vlag van Finland             |    |
| 29                     | Ivana Jakupcevic (3)       | Vlag van Kroatië             |    |
| 30                     | Kaja Hanevold (3)          | Vlag van Noorwegen           |    |
| Alleen kwalificatie    |                            |                              |    |
| 31                     | Merine Tadevosyan          | Vlag van Armenië             |    |
| 32                     | Anastasia Efimova          | Vlag van Azerbeidzjan        |    |
| 33                     | Selma Duyn                 | Vlag van Nederland           |    |
| 34                     | Noemi Bedo                 | Vlag van Roemenië            |    |
| 35                     | Valeria Trifancova         | Vlag van Letland             |    |
| 36                     | Valentina Gazeleridou      | Vlag van Griekenland         |    |
| 37                     | Ece Aksuyek (2)            | Vlag van Turkije             |    |
| 38                     | Patricia Ferriot           | Vlag van België              |    |

| #      | naam (deelname)                               | land                         | pc |
| ------ | --------------------------------------------- | ---------------------------- | -- |
| Goud   | Marina Eltsova (4) Andrei Bushkov (4)         | Vlag van Rusland             |    |
| Zilver | Mandy Wötzel (9) Ingo Steuer (9)              | Vlag van Duitsland           |    |
| Brons  | Yelena Berezhnaya (4) Anton Sikharulidze (3)  | Vlag van Rusland             |    |
| 4      | Sarah Abitbol (5) Stephane Bernadis (5)       | Vlag van Frankrijk           |    |
| 5      | Evgenia Shishkova (6) Vadim Naumov (6)        | Vlag van Rusland             |    |
| 6      | Peggy Schwarz (6) Mirko Müller (2)            | Vlag van Duitsland           |    |
| 7      | Dorota Zagórska (4) Mariusz Siudek (6)        | Vlag van Polen               |    |
| 8      | Elena Beloesovskaja (4) Stanislav Morozov (2) | Vlag van Oekraïne            |    |
| 9      | Lesley Rogers (3) Michael Aldred (5)          | Vlag van Verenigd Koninkrijk |    |
| 10     | Elaine Asanakis (2) Joel McKeever (2)         | Vlag van Griekenland         |    |
| 11     | Evgenia Filonenko (2) Igor Marchenko (2)      | Vlag van Oekraïne            |    |
| 12     | Sabrina Lefrancois Nicolas Osseland           | Vlag van Frankrijk           |    |
| 13     | Inga Rodionova Alexander Anichenko            | Vlag van Azerbeidzjan        |    |
| 14     | Svetlana Plachonina Dmitri Kaploun (3)        | Vlag van Italië              |    |
| 15     | Jekaterina Nekrassova (2) Valdis Mintals (2)  | Vlag van Estland             |    |
| 16     | Maria Krasiltseva Alexander Chestnikh         | Vlag van Armenië             |    |
| 17     | Olga Bestandigova Jozef Bestandig             | Vlag van Slowakije           |    |

| #                      | naam (deelname)                               | land                         | pc |
| ---------------------- | --------------------------------------------- | ---------------------------- | -- |
| Goud                   | Oksana Grishuk (7) Jevgeni Platov (7)         | Vlag van Rusland             |    |
| Zilver                 | Anjelika Krylova (5) Oleg Ovsyannikov (3)     | Vlag van Rusland             |    |
| Brons                  | Sophie Moniotte (7) Pascal Lavachy (7)        | Vlag van Frankrijk           |    |
| 4                      | Marina Anissina (4) Gwendal Peizerat (5)      | Vlag van Frankrijk           |    |
| 5                      | Irina Lobacheva (3) Ilia Averbukh (3)         | Vlag van Rusland             |    |
| 6                      | Irina Romanova (5) Igor Jarosjenko (5)        | Vlag van Oekraïne            |    |
| 7                      | Barbara Fusar-Poli (4) Maurizio Margaglio (3) | Vlag van Italië              |    |
| 8                      | Margarita Drobiazko (6) Povilas Vanagas (6)   | Vlag van Litouwen            |    |
| 9                      | Sylwia Nowak (3) Sebastian Kolasiński (3)     | Vlag van Polen               |    |
| 10                     | Katerina Mrazova (7) Martin Simecek (10)      | Vlag van Tsjechië            |    |
| 11                     | Diane Gerencser (7) Pasquale Camerlengo (8)   | Vlag van Italië              |    |
| 12                     | Tatjana Navka (4) Nikolai Morozov (2)         | Vlag van Wit-Rusland         |    |
| 13                     | Olena Hroesjyna (3) Roeslan Hontsjarov (3)    | Vlag van Oekraïne            |    |
| 14                     | Galit Chait Sergei Sakhnovski                 | Vlag van Israël              |    |
| 15                     | Marika Humphreys (3) Phillip Askew (2)        | Vlag van Verenigd Koninkrijk |    |
| 16                     | Iwona Filipowicz Michal Szumski               | Vlag van Polen               |    |
| 17                     | Albena Denkova (5) Maksim Staviski            | Vlag van Bulgarije           |    |
| 18                     | Natalia Gudina Vitaly Kurkudym                | Vlag van Oekraïne            |    |
| 19                     | Stephanie Rauer Thomas Rauer                  | Vlag van Duitsland           |    |
| 20                     | Sarka Vondrkova (2) Luka Kral (2)             | Vlag van Tsjechië            |    |
| 21                     | Angelika Fuhring (3) Bruno Ellinger           | Vlag van Oostenrijk          |    |
| 22                     | Jenny Dahlen Yuri Razgulaev                   | Vlag van Letland             |    |
| 23                     | Melissa Mohler Michael Usthoff                | Vlag van Duitsland           |    |
| 24                     | Bianca Szijgyarto Szilard Toth (4)            | Vlag van Hongarije           |    |
| Vrije kür niet bereikt |                                               |                              |    |
| 25                     | Kako Koinuma (3) Tigran Arakelian (3)         | Vlag van Armenië             |    |
| 26                     | Lucine Chakmakjian Corey Lapaige              | Vlag van België              |    |
| 27                     | Anna Mosenkova (4) Dmitri Kurakin (4)         | Vlag van Estland             |    |
| 28                     | Maikki Outila (2) Toni Mattila (3)            | Vlag van Finland             |    |
| 29                     | Bibiana Polisackova Marian Mesaros (2)        | Vlag van Slowakije           |    |

Medaillewinnaars

Mannen · 
Vrouwen ·
Paren · 
IJsdansen

Toernooi

1891 · 
1892 · 
1893 · 
1894 · 
1895 · 
1896-1897 · 
1898 · 
1899 · 
1900 · 
1901 · 
1902-1903 · 
1904 · 
1905 · 
1906 · 
1907 · 
1908 · 
1909 · 
1910 · 
1911 · 
1912 · 
1913 · 
1914 · 
1915-1921 · 
1922 · 
1923 · 
1924 · 
1925 · 
1926 · 
1927 · 
1928 · 
1929 · 
1930 · 
1931 · 
1932 · 
1933 · 
1934 · 
1935 · 
1936 · 
1937 · 
1938 · 
1939 ·
1940-1946 · 
1947 · 
1948 · 
1949 · 
1950 · 
1951 · 
1952 · 
1953 · 
1954 · 
1955 · 
1956 · 
1957 · 
1958 · 
1959 · 
1960 · 
1961 · 
1962 · 
1963 · 
1964 · 
1965 · 
1966 · 
1967 · 
1968 · 
1969 · 
1970 · 
1971 · 
1972 · 
1973 · 
1974 · 
1975 · 
1976 · 
1977 · 
1978 · 
1979 · 
1980 · 
1981 · 
1982 · 
1983 · 
1984 · 
1985 · 
1986 · 
1987 · 
1988 · 
1989 · 
1990 · 
1991 · 
1992 · 
1993 · 
1994 · 
1995 ·
1996 · 
1997 · 
1998 · 
1999 · 
2000 · 
2001 · 
2002 · 
2003 · 
2004 · 
2005 · 
2006 ·
2007 ·
2008 ·
2009 ·
2010 ·
2011 ·
2012 ·
2013 ·
2014 ·
2015 ·
2016 ·
2017 ·
2018 ·
2019 ·
2020 ·
2021 · 
2022 · 
2023 · 
2024 · 
2025

WK kunstschaatsen ·
WK kunstschaatsen junioren ·
Viercontinentenkampioenschap ·
Olympische Spelen